# Індекс рентабельності
Індекс рентабельності інвестицій (англ. PI від англ. Profitability Index)  розраховується як відношення суми дисконтованих грошових потоків до початкових інвестицій:
{\displaystyle PI=\sum _{t=1}^{N}{\frac {NCF_{t}}{I}}={\frac {1}{I}}\sum _{t=1}^{N}{\frac {CF_{t}}{(1+i)^{t}}}}, де
NCF (net cash flow) — чисті грошові потоки (дисконтовані)
{\displaystyle NCF_{n}={\frac {CF_{n}}{(1+i)^{n}}}} 

{\displaystyle ~I} — інвестиції
Неважко помітити, що при оцінюванні проектів, які передбачають однаковий об'єм початкових інвестицій, критерій PI повністю узгоджений з критерієм NPV.
Таким чином, критерій PI має перевагу при виборі одного проекту з переліку тих, що мають приблизно однакові значення NPV, але різні об'єми потрібних інвестицій. У цьому випадку вигідніший той з них, що забезпечує більшу ефективність вкладень. У зв'язку з цим даний показник дозволяє ранжувати проекти при обмежених інвестиційних ресурсах.